# Microsorum brachylepis
Microsorum brachylepis là một loài dương xỉ trong họ Polypodiaceae. Loài này được Baker Nakaike mô tả khoa học đầu tiên năm 1981.